# American International Building
American International Building Là một toàn nhà cao tầng tại Lower Manhattan, Thành phố New York, Hoa Kỳ. Tòa nhà này được xây xong năm 1932 và có kiến trúc mái giống phong cách kiến trúc gothic. Tòa nhà này cao nhất ở Trung tâm Manhattan cho đến thập niên 1970 khi World Trade Center được xây xong. Sau vụ 11 tháng 9 năm 2001, tòa nhà này lại giành lại địa vị cũ của nó. Hiện nay đây là tòa nhà cao thứ 5 ở Thành phố New York, sau Empire State Building, Bank of America Tower (New York), Chrysler Building, và New York Times Building và cao thứ 14 Hoa Kỳ.
American International Building có chiều cao 290 m, 66 tầng. Đến năm 2008, đây là tòa nhà cao thứ 47 thế giới